# Federico Suárez Hurtado
Federico Suárez Hurtado, né le 16 avril 1957 à Alicante, est un homme politique espagnol, membre du Parti socialiste ouvrier espagnol (PSOE).

## Biographie
Federico Suárez est élu en 1983 député à l'Assemblée d'Estrémadure, où il siège jusqu'en 2007, dans la circonscription de Cáceres. Il en occupe la présidence de 2003 à 2007. Il est également sénateur par désignation entre 1987 et 2003.
Au sein du Parti socialiste ouvrier espagnol d'Estrémadure (PSOE-Ex), il occupe les fonctions de vice-secrétaire général, aux côtés du secrétaire général Juan Carlos Rodríguez Ibarra, à partir de 1988. En 2004, il devient président (honorifique) de la commission exécutive, n'exerçant qu'un seul mandat de quatre ans. Il est également secrétaire général du PSOE de la province de Cáceres de 1987 à 1997.
Il abandonne la vie politique en 2008.